# Sinraptory
Sinraptory (Sinraptoridae) – rodzina dinozaurów z grupy karnozaurów (Carnosauria)
Do rodziny tej zalicza się duże drapieżniki o długości ciała do 10 m. Żyły w okresie późnej jury i być może również środkowej jury oraz wczesnej kredy na terenach Europy i Azji.
Rodzaje rodziny Sinraptoridae:
- ?siuanhanozaur[1]
- jangczuanozaur
- podrodzina Metriacanthosaurinae[1]
  -  ?Shidaisaurus[1]
  - metriakantozaur
  - syjamotyran[1]
  - sinraptor

Jeśli istotnie przedstawicielem tej grupy jest metriakantozaur, Sinraptoridae byłyby młodszym synonimem rodziny Metriacanthosauridae.